# Emilio Palma
Emilio Marcos Palma (1978. január 7. –) az első ember, aki az Antarktiszon született. Délebben született, mint bárki más előtte. Argentin szülők gyermekeként született Fortín Sargento Cabralban, az Esperanza kutatóállomáson, az Antarktiszi-félszigeten.
Mivel szülei argentin állampolgárok voltak, és ő is egy argentin bázison született, automatikusan megkapta az argentin állampolgárságot. De a bázis angol ellenőrzési területen is fekszik, és Palma 1983 előtt született (amikor még a születési hely alapján hozzá lehetett jutni az állampolgársághoz), így igényelhet brit állampolgárságot is.
Szerepelt a Guinness Rekordok Könyvében is, mint az egyetlen olyan ember a történelemben, aki tudomásunk szerint elsőként született valamely kontinensen (azaz nem ismerjük, ki volt az első amerikai vagy európai). Időnként Solveig Gunbjørg Jacobsent (1913–1996) tartják az első antarktiszi szülöttnek, de ő egy közeli szigeten látta meg a napvilágot.